# Check It Out
Check It Out – trzeci singel trynidadzkiej raperki Nicki Minaj i amerykańskiego rapera will.i.ama z jej debiutanckiego albumu studyjnego Pink Friday. Utwór, napisany przez will.i.ama i Minaj, zawiera sampel hitu z 1979 roku "Video Killed the Radio Star" grupy The Buggles. Po wydaniu singel zadebiutował na 78. miejscu listy Billboard Hot 100 i 48. miejscu listy Canadian Hot 100. Brytyjska wersja utworu zawiera dodatkowy wokal bliskiej przyjaciółki will.i.ama, Cheryl Cole. 